# Niels Bohr
 For alternative betydninger, se Niels Bohr (flertydig). (Se også artikler, som begynder med Niels Bohr)
Niels Henrik David Bohr H.E. (7. oktober 1885 – 18. november 1962) var en dansk fysiker, som kom med grundlæggende bidrag til forståelsen af atomar struktur og kvanteteori. I 1922 fik han Nobelprisen i fysik for disse bidrag. Bohr var også filosof og fortaler for videnskabelig forskning.
Bohr udviklede en atommodel, hvori han foreslog at elektronernes energiniveauer er adskilte og at elektronerne roterer i stabile kredsløb rundt om atomkernen, men kan hoppe fra et energiniveau (eller kredsløb) til et andet. Selvom Bohr-modellen sidenhen er blevet fortrængt af andre modeller er dens dybereliggende principper forblevet korrekte. Han opfandt herudover komplementaritetsprincippet: at en række af naturens egenskaber er parvis komplementære og at den information, man får ved at undersøge den ene egenskab, supplerer eller fuldender det, man lærer ved at undersøge den anden, samt at man ikke kan undersøge begge samtidig - et eksempel på dette indenfor kvantemekanikken er at stof kan eksistere som bølge eller en række partikler. Idéen om komplementaritet dominerede Bohrs tanker indenfor både videnskab og filosofi.
Bohr grundlagde i 1920 Københavns Universitets Institut for Teoretisk Fysik - et institut der i dag kendes som Niels Bohr Institutet. Bohr var mentor for, og samarbejdede med, en række andre kendte fysikere heriblandt Hans Kramers, Oskar Klein, George de Hevesy og Werner Heisenberg. Han forudsagde eksistensen af et nyt zirconium-lignende grundstof, der blev navngivet hafnium, efter det latinske navn for København (Hafnia), hvor det blev opdaget. Senere blev grundstoffet bohrium opkaldt efter ham.
I 1930'erne hjalp Bohr flygtninge fra nazismen. Efter Danmark blev besat af Nazityskland holdt han et famøst møde med Heisenberg, som på daværende tidspunkt ledede Nazitysklands kernekraftprogram. I september 1943 blev Bohr advaret om at den tyske besættelsesmagt planlagde at arrestere ham, og han flygtede til Sverige. Herfra blev han fløjet videre til Storbritannien, hvor han kom med i det britiske kernekraftprojekt under kodenavnet "Tube Alloys", og var en del af den britiske mission til Manhattanprojektet. Efter krigen var Bohr en aktiv fortaler for internationalt samarbejde om atomenergi. Han var involveret i etableringen af CERN og Atomenergikommisionens Forsøgsanlæg Risø og blev den første formand for Nordita i 1957.

## Baggrund og familie
Hans far, Christian Bohr, en troende lutheraner, var professor i fysiologi ved Københavns Universitet, mens hans mor, Ellen Adler Bohr, kom fra en fremtrædende og velhavende jødisk familie med forbindelser til den danske bankverden og det politiske liv. Han havde en ældre søster, Jennifer (Jenny) Bohr (1883-1933). Hans broder, matematikeren Harald Bohr, var en olympisk fodboldspiller, som deltog på det danske fodboldlandshold. Niels Bohr var også en passioneret fodboldspiller, og de to brødre spillede en lang række kampe for Akademisk Boldklub. Niels Bohr blev gift (borgerlig vielse) 1. august 1912 i Slagelse med Margrethe Nørlund (7. marts 1890 i Slagelse - 21. december 1984), datter af apoteker Alfred Christian Nørlund (1850–1925) og Emma Ottine Sophie Holm (1862–1926) og søster til N.E. Nørlund og Poul Nørlund. De fik seks sønner:
1. Christian Bohr (1917-1934), døde som 17-årig i en bådulykke.[3]
2. Hans Henrik Bohr (1918-2010), læge
3. Erik Bohr (1920-1990), civilingeniør
4. Aage Niels Bohr (1922-2009), fysiker
5. Ernest David Bohr (1924-2018), landsretssagfører
6. Harald Bohr (1928-1938), født multihandicappet. Som 4-årig anbragt på Den Kellerske Aandssvageanstalt, hvor han døde af meningitis som 10-årig.[4]

Sønnen Ernest er opkaldt efter Ernest Rutherford. En af sønnerne, Aage Niels Bohr, blev også en meget succesfuld fysiker; som sin fader vandt han en Nobelpris i 1975.

## Niels Bohrs skolegang
Niels Bohr startede som elev på Gammelholm Forberedelsesskole torsdag den 1. oktober 1891, få dage før sin 6 årsdag. På denne progressive skole, der var ledet af cand. theol. Gottlieb Christensen, mødte han flere for datiden helt nye undervisningsformer, et felt hvor skolen må betragtes som foregangsskole. Det drejede sig om intelligenstræning (senere omdøbt til anskuelsesundervisning), sløjd, musikundervisning efter Chevémetoden og gymnastikundervisning med den helt nye disciplin fodbold.
Det kan være svært at eftervise hvor meget skolen har påvirket Niels Bohrs senere liv ud over at han var særdeles aktiv i Akademisk Boldklub sammen med lillebroren Harald Bohr, der startede på Gammelholm Forberedelsesskole året efter Niels Bohr. Dog kunne hans videnskabelige metoder og udstrakte brug af modeller tyde på at det, han lærte på skolen, har sat sine spor.
Niels Bohr tog studentereksamen fra Gammelholm Forberedelses-, Latin- og Realskole med udmærkelse i 1903.

## Uddannelse
Bohr blev uddannet ved Københavns Universitet, hvor han i 1912 blev doktor med disputatsen Studier over Metallernes Elektronteori. Efter sin disputats udførte han eksperimenter under J.J. Thomson ved Trinity College, University of Cambridge. Dernæst tog han til Ernest Rutherford ved University of Manchester. På basis af Rutherfords teorier publicerede Bohr i 1913 sin model af atomstrukturen, introducerende teorien om elektroner som bevæger sig i baner omkring atomets kerne, hvor grundstoffets kemiske egenskaber i stor udstrækning afgøres af antallet af elektroner i de ydre baner. Denne beskrivelse er senere blevet kendt som Bohr-modellen.
Bohr introducerede også ideen om at en elektron kunne falde fra en højere energibane til en lavere, idet den udsendte en foton (lys-kvant) af diskret energi. Dette blev grundlaget for kvanteteorien.

## Professor
Bohr blev i 1916 udpeget til professor på Københavns Universitet. De kummerlige arbejdsforhold der rådede ved hans tiltræden, gav anledning til at der indsamledes penge til opførelsen af et mere tidssvarende institut.
Den nyopførte afdeling blev indviet i 1921 med Niels Bohr som leder. Den fik navnet Københavns Universitets Institut for Teoretisk Fysik. I daglig tale blev den imidlertid slet og ret kaldt for Niels Bohr Institutet, hvilket den da også officielt blev omdøbt til i 1965.
Bohr havde altid drømt om internationalt samarbejde inden for videnskaben. Med det nye institut blev det muligt at udføre noget sådant i Danmark. Mange udenlandske forskere besøgte København, hvor de udvekslede synspunkter og ideer med hinanden og med Bohr. Flere af dem blev siden hen belønnet med Nobelprisen for deres arbejde.
I mellemkrigstiden var instituttet lidt af en metropol for den teoretiske fysik. Der blev talt om Københavnerskolen, og den blev gæstet af mange af de største navne inden for fysik i datiden bl.a. Erwin Schrödinger. Werner Heisenberg arbejdede i en periode som assistent hos Niels Bohr. Resultatet af denne skoles forskning var væsentlige bidrag til en af det 20. århundredes banebrydende fysiske teorier, kvantemekanikken.

## Interesser
Blandt den store fysikers interesser var kunst, filosofi og litteratur. Dette varierede interessefelt var måske en af forklaringerne på at han var i stand til at hæve sig over den klassiske fysiks dogmer.

## Politik og forholdet til Det tredje Rige
Oprindelig havde Niels Bohr ikke beskæftiget sig noget videre med politik. Men efter at nazisterne i 1933 overtog magten i Tyskland, ændrede dette sig. I de efterfølgende år hjalp han adskillige videnskabsfolk ud af Tyskland.
Efter at Danmark blev besat i 1940, valgte Bohr at blive i sit fødeland, da han mente han kunne gøre mest gavn her. Men i september 1943 kom der efterretninger om at han ville blive arresteret og bragt til Tyskland. Derfor flygtede han til Sverige, og tidligt i oktober 1943 videre til Storbritannien. Her blev han indviet i hemmelighederne omkring Manhattan-projektet, der havde som mål at udvikle atomvåben. Niels Bohr og hans søn Aage Bohr blev opfordret til at deltage i projektet, og den 6. december 1943 ankom de til Los Alamos, New Mexico, USA.
I Maj 1944 berettede De frie Danske at de havde erfaret at 'Danmarks berømte Søn Professor Niels Bohr' i oktober året før måtte flygte fra sit fædreland, via Sverige til London, og at han herfra rejste til Moskva hvor man kunne gætte på at hans ophold havde forbindelse til nye videnskabelige opdagelser af krigsvigtig karakter.
Efter krigen blev han ivrig fortaler for den fredelige udnyttelse af atomenergi og for afspænding mellem nationerne ved fuld åbenhed om den viden de forskellige lande tilegnede sig om bl.a. atomvåben.
Forsøgsanlæg Risø blev oprettet i 1955 bl.a. under medvirken af Niels Bohr og skulle forske i den fredelige udnyttelse af atomenergi.

## Hæder
I 1922 modtog Niels Bohr Nobelprisen i fysik som anerkendelse af sit banebrydende arbejde. 1929 blev han æresdoktor på Den Polytekniske Læreanstalt, det nuværende Danmarks Tekniske Universitet (DTU). I 1938 modtog han Copleymedaljen af Royal Society of London. Han var præsident for Videnskabernes Selskab fra 1939 til sin død. Desuden blev Bohr udnævnt til æresmedlem af Ingeniørforeningen i Danmark 1945.
Bohr var æresdoktor ved 30 fakulteter, almindeligt medlem af 30 og æresmedlem af 24 akademier og andre videnskabelige selskaber. Han var æresborger i Narssaq. Han blev tildelt en mængde priser og medaljer, bl.a. Atoms for Peace Award, samt den første af Ingeniørforeningen i Danmark til hans ære indstiftede Niels Bohr-medaljen. I 1931 fik han tildelt æresboligen på Carlsberg.
Niels Bohr blev Ridder af Dannebrogordenen 1920, Kommandør af 2. grad 1937 og af 1. grad 1946 og modtog Storkorset i diamanter 1955, var Dannebrogsmand (1931), modtog Fortjenstmedaljen i guld og blev desuden - som én af meget få borgerlige danskere - slået til ridder af Elefantordenen (1947).
Han er også én af de få danskere der er blevet afbildet på en dansk pengeseddel, nemlig en 500-kroneseddel. I 2013 blev der udgivet en møntserie kaldet Videnskabsmønter, der hædrede Tycho Brahe, Ole Rømer, H.C. Ørsted og Niels Bohr. Bohrs mønt havde en afbildning af hans atommodel.
I 1963 blev der udstedt to frimærker, på hhv. 0,35 kr. og 0,60 kr. med Bohr som motiv i anledning af 50-året for hans atomteori. I 1983 blev der udsted et frimærke på 2,80 kr. med Bohr og hans hustru Margrethe.
Grundstoffet Bohrium er opkaldt efter ham.
Niels Bohr er sammen med sin bror begravet på Assistens Kirkegård i København i faderens gravmæle, som er tegnet af J.F. Willumsen.